# HD 145457
Kamuy eller HD 145457 är en ensam stjärna belägen i den södra delen av stjärnbilden Norra kronan. Den har en skenbar magnitud av ca 6,57 och kräver åtminstone en handkikare för att kunna observeras. Baserat på parallax enligt Gaia Data Release 2 på ca 7,4 mas, beräknas den befinna sig på ett avstånd på ca 443 ljusår (ca 136 parsek) från solen. Den rör sig närmare solen med en heliocentrisk radialhastighet på ca -3 km/s.

## Nomenklatur
HD 145457 fick på förslag av Japan, namnen Kamuy i NameExoWorlds-kampanjen som 2019 anordnades av International Astronomical Union. Kamuy var en andlig eller gudomlig varelse i Ainumytologin. Samtidigt fick följeslagaren, HD 145457 b, formellt namnet Chura, som är ett ord på Ryukyuan/Okinawa-språket som betyder naturlig skönhet.

## Egenskaper
HD 145457 är en orange till gul jättestjärna av spektralklass K0 III, som har förbrukat förrådet av väte i dess kärna och utvecklats bort från huvudserien. Den anses ingå i den röda klumpen och genererar energi genom termonukleär fusion av helium i dess kärna. Den har en massa som är ca 1,6 solmassor, en radie som är ca 10,5 solradier och har ca 50 gånger solens utstrålning av energi från dess fotosfär vid en effektiv temperatur av ca 4 700 K.

## Planetsystem
År 2010 upptäcktes en exoplanet, HD 145457 b, genom exakta dopplermätningar med Subaru Telescope. Den har en massa 2,9 gånger den hos Jupiter. Den kretsar kring värdstjärnan med en omloppsperiod av 176 dygn, i en bana med en excentricitet på 0,112 och en halv storaxel av 0,76 AE.